# Кони-Айленд (ресторан)

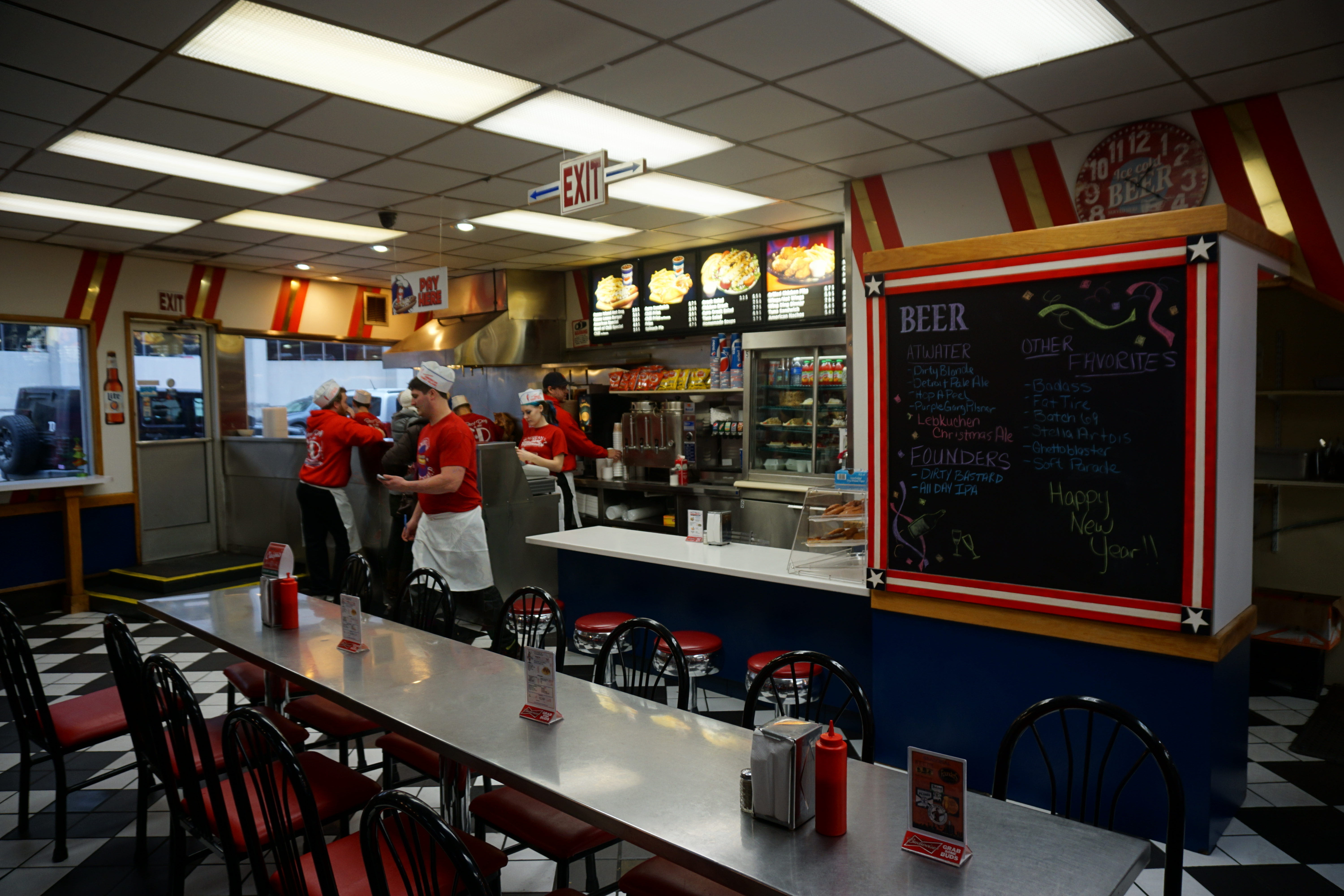
Интерьер американского ресторана Кони-Айленд в Детройте

Кони-Айленд (англ. Coney Island) — это тип ресторана быстрого питания, который популярен на севере Соединенных Штатов, особенно в Мичигане. Кони-Айленд — это также название хот-дога, в честь которого назван этот ресторанный стиль.

## Происхождение

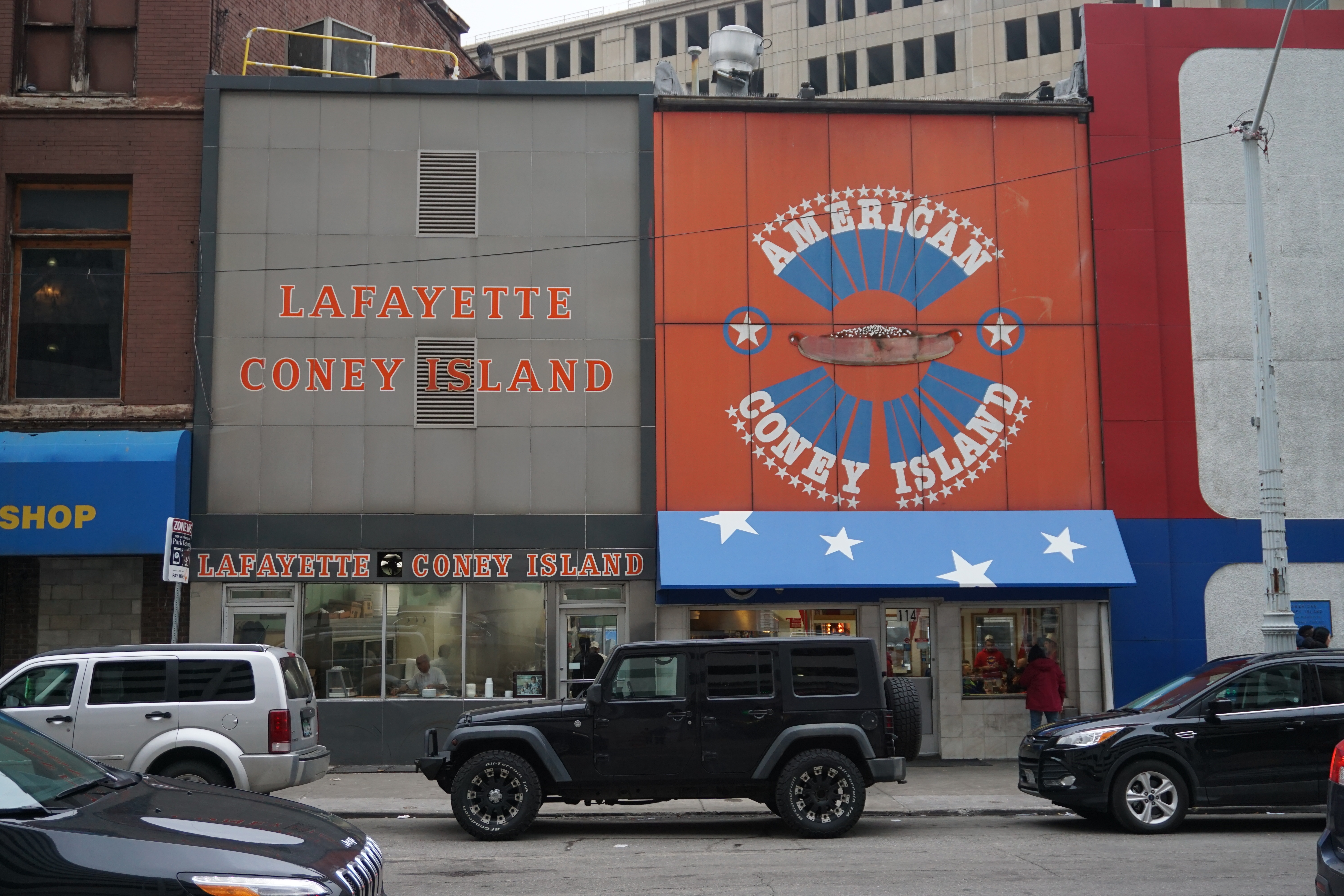
Два изначальных Кони-Айленда в Детройте

Многие европейские иммигранты начала XX века попадали в Соединенные Штаты через остров Эллис. Одной из их первых остановок часто был район Кони-Айленд в Бруклине, расположенный вдоль побережья Южного берега, где хот-доги были очень популярны. Первоначальное название ресторана относилось к ресторану, принадлежащему иммигрантам, где подают эти любимые блюда Кони-Айленда.
«Кони-Айлендс», как их называют, представляют собой уникальный тип американского ресторана. Первый ресторан Кони-Айленд был открыт в Джексоне, штат Мичиган, в 1914 году иммигрантом из Македонии по имени Джордж Тодорофф. Сегодня два независимых ресторана Кони-Айленд, Джексон Кони-Айленд и Вирджиния Кони-Айленд, расположены в здании недалеко от железнодорожного вокзала на Ист-Мичиган-авеню, недалеко от места его первоначального ресторана. Кроме того, несколько местных ресторанов в районе Джексона предлагают собственную версию хот-дога Кони-Айленд или просто «кони», как его называют местные жители.
Два самых известных ресторана Кони-Айленда — это Lafayette Coney Island и American Coney Island, которые расположены в соседних зданиях на бульваре Лафайет в центре Детройта. У них общее происхождение: первоначальный ресторан был основан братьями-иммигрантами из Греции Биллом и Гасом Керосом в 1915 году. Вскоре после этого братья вступили в деловой спор и в 1917 году разделили свой ресторан на два заведения, которые существуют и сегодня.

## Типичное меню

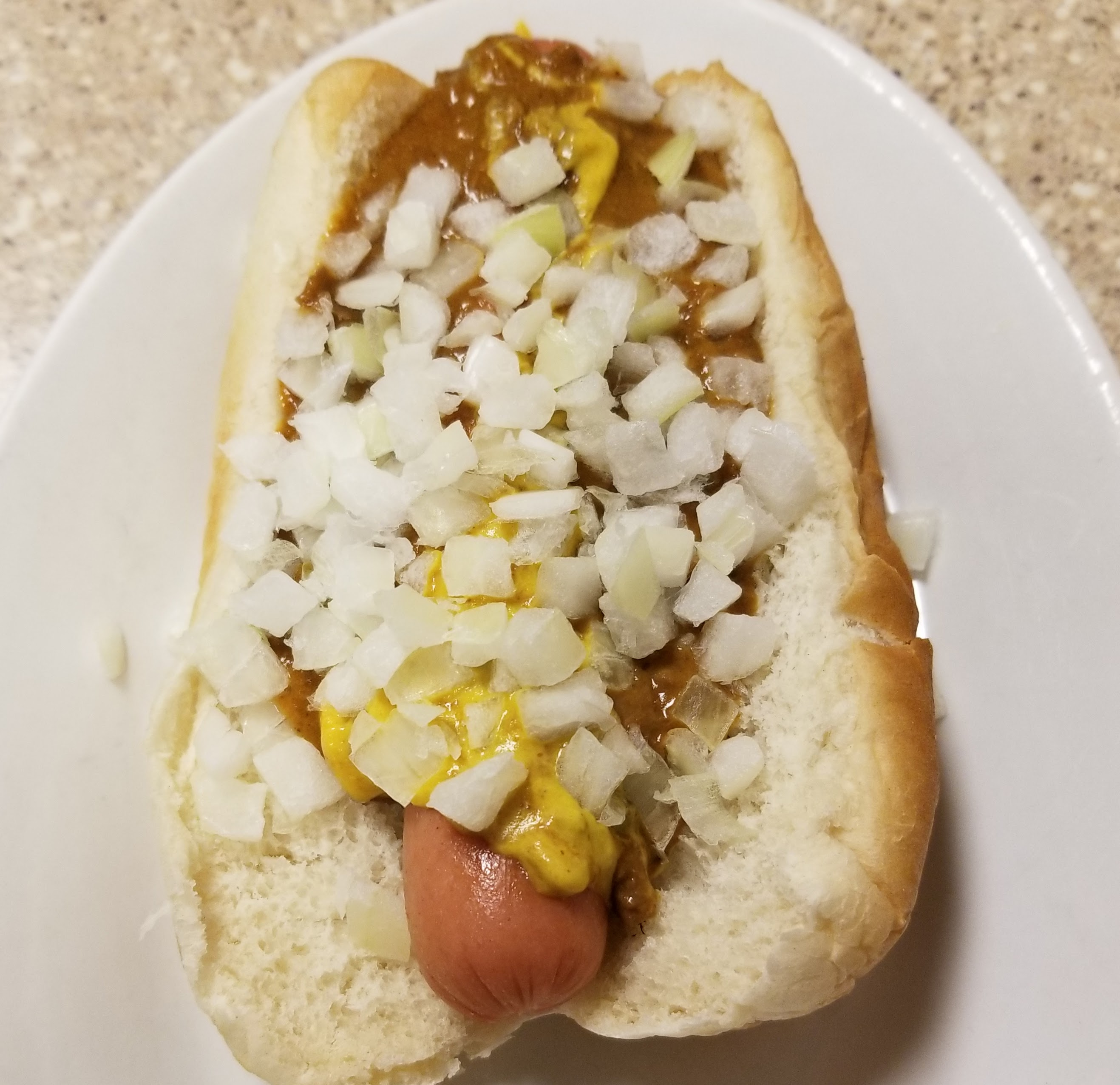
«Кони» по-детройтски

Меню всех ресторанов Кони-Айленда сосредоточено на хот-доге Кони-Айленд, который представляет собой хот-дог в натуральной оболочке в приготовленной на пару булочке, приправленной перцем чили, нарезанным кубиками луком и жёлтой горчицей. Его обычно называют просто «кони». Ещё одним популярным блюдом в меню большинства ресторанов Кони-Айленда является «рассыпной гамбургер» (loose hamburger), который состоит из раскрошенного говяжьего фарша в булочке для хот-дога, покрытой теми же приправами, что и хот-дог Кони-Айленд. C хот-догами Кони-Айленд также подают «чили-фри», то есть картофель фри, покрытый перцем чили, иногда с добавлением горчицы, лука и/или сыра.
Многие рестораны Кони-Айленд предлагают другие греческие и греко-американские блюда, такие как гирос, сувлаки, шашлык, спанакопита, саганаки и греческие салаты, а также обычные американские блюда, такие как обычные гамбургеры, сэндвичи, закуски для завтрака и десерты.

## Распространение ресторанов Кони-Айленд
Поскольку владельцы первых ресторанов Кони-Айленда не зарегистрировали название или бизнес-план как торговую марку, многие другие рестораны начали использовать то же имя и формулу. Кони-Айленды были открыты по всему городу греческими иммигрантами. Кони-Айленды разработали особый стиль питания, который повторяется в сотнях различных ресторанов в районе Детройта, а также в других местах Мичигана и других близлежащих штатов. Однако есть некоторые региональные вариации, такие как соус чили, который более жидкий в ресторанах Кони-Айленда в районе Детройта по сравнению с соусом, который подают в ресторанах Кони-Айленд в близлежащих районах Джексона (штат Мичиган) и Флинта (штат Мичиган).

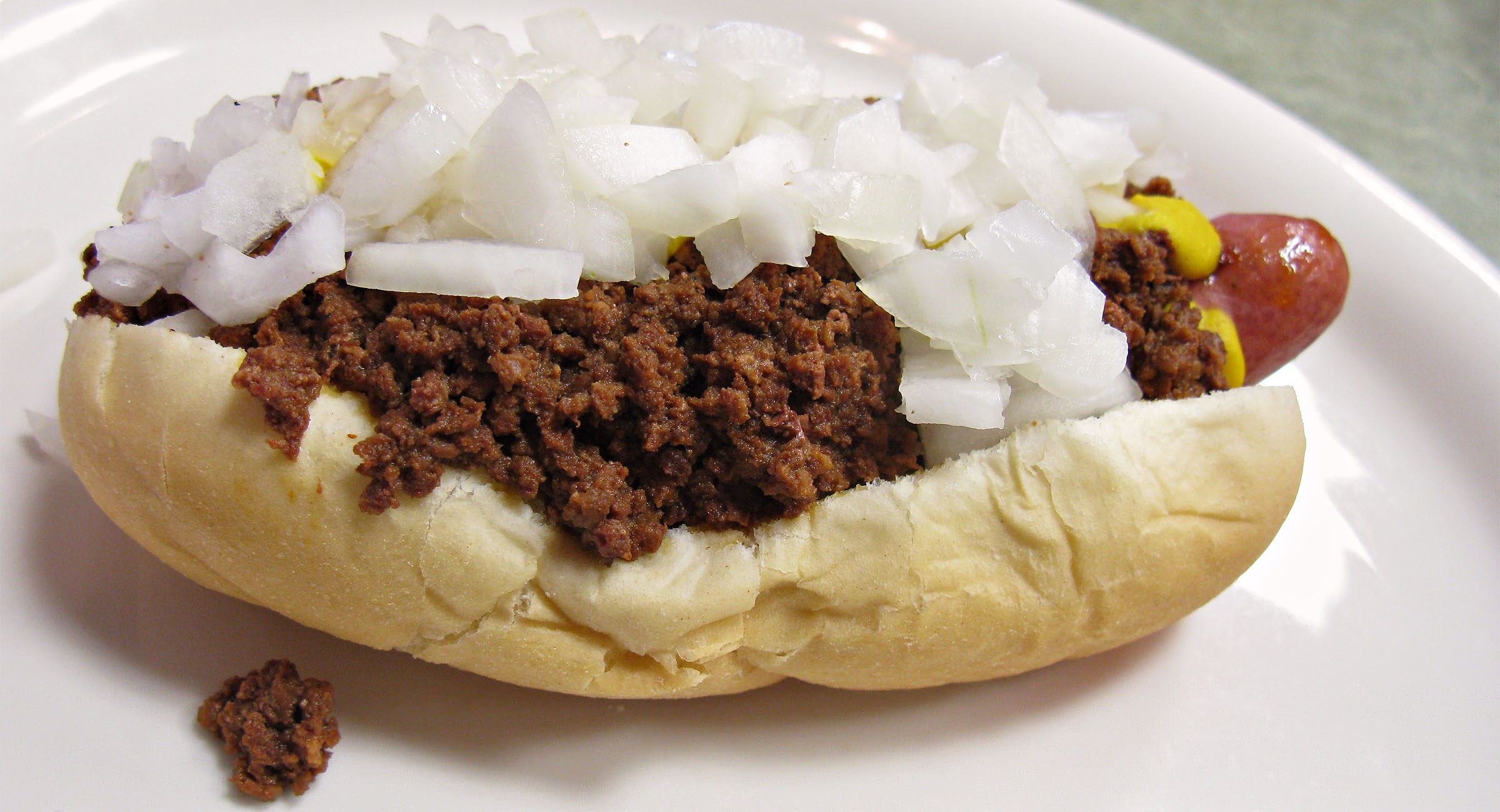
Кони по-флинтски с начинкой-фаршем из говяжьего сердца

Многие греческие закусочные в Баффало, штат Нью-Йорк, а также в северной части штата Нью-Йорк, на северо-востоке Пенсильвании (особенно в Уилкс-Барре) и Нью-Джерси похожи по формату на Кони-Айленды в детройтском стиле, даже по подаче хот-догов, называемых Texas Hot или Texas Wiener. Однако, в отличие от ресторанов Кони-Айленд в Детройте, Texas Hot часто не является доминирующим пунктом меню в этих заведениях.
В Су-Сити, штат Айова, также есть несколько закусочных Кони-Айленд. В том числе их можно найти и в Хьюстоне, штат Техас; в Оклахома-Сити, штат Оклахома; в Скоттсдейл, штат Аризона; в Талса, штат Оклахома; и в Форт-Уэйн, штат Индиана.

## Сети ресторанов Кони-Айленд

### James Coney Island
James Coney Island, Inc. — сеть ресторанов быстрого питания, специализирующаяся на хот-догах Кони-Айленд. Штаб-квартира, Центр поддержки, расположена в Suite 700 в здании 11111 по автомагистрали Katy Freeway в Хьюстоне.

### Leo’s Coney Island
Сеть отелей Leo’s Coney Island была создана греческими братьями Питером и Лео Стасинопулосами. Братья являются племянниками Билла и Гаста Кероса, которые основали American и Lafayette Coney Islands. Питер и Лео работали в местных ресторанах Кони-Айленд, пока в 1972 году не открыли свой собственный Кони-Айленд под названием Southfield Souvlaki Coney Island в Саутфилде, штат Мичиган. Одно заведение открылось в 1978 году в Мичигане, а другое — в 1982 году в Фармингтон-Хиллз. В 1988 году название «Leo’s Coney Island» было присвоено его новейшему местоположению в Трой, штат Мичиган. С тех пор сеть получила название Leo’s Coney Island. Братья начали франчайзинг в 2005 году и сейчас являются крупнейшей сетью ресторанов в стиле Кони-Айленд в мире.
Leo’s использует булочки от Metropolitan Baking Company, а соус для кони — это их собственный рецепт, произведенный компанией Milton Chili Company, расположенной в Мэдисон-Хайтс. Хот-доги в натуральной оболочке поставляет Koegel Meat Company.

### National Coney Island
National Coney Island — это рестораны в стиле Кони-Айленд, расположенные в Мичигане, которые специализируются на греко-американской кухне. Это корпорация, которая имеет более 20 локаций в районе Метро Детройт.